# 関口房朗
関口 房朗（せきぐち ふさお/ふさろう、1935年12月20日 -）は、日本の実業家、馬主。血液型はA型。愛称は「フサロー」。多くの派手な逸話により、豪快馬主だと評された。
名前の読みに関しては、「ふさお」とする記載、「ふさろう」とする記載で分かれているが、自身の公式サイトのプロフィールにおいては「ふさお」としている。

## 経歴
尼崎市立尼崎産業高等学校を中退後、2年ほど個人経営の運送業を営むが、腰の支障により体を崩し廃業。その後、実家の工場「関口工業技術」の営業として勤務。1961年に、名古屋に移り「関口工業技術」名古屋出張所長になる。1963年に関西精器を設立し、代表取締役社長に就任するが、1973年に倒産。1974年に技術系アウトソーシング（人材派遣）の草分けとなる「株式会社名古屋技術センター」（現・株式会社メイテック）を名古屋市西区に設立。
仕事帰りに他社のオフィスビルに、まだ煌煌と明かりがついている光景を見てアウトソーシングを思いついた。そしてダイレクトメールという言葉さえない時代に大手技術部長宛に手紙を出してトヨタ、三菱重工業などの大手と契約。ボーイング社にも招かれボーイング727、747の設計にも参加することとなり一気に事業が拡大。
1980年に代表取締役社長に就任。その後会社が軌道に乗り始め、競走馬の馬主資格を手に入れる。
1996年に所有する競走馬・フサイチコンコルドが日本ダービーを勝利した直後、メイテック社長を電撃的に解任され、翌年（1997年）に東京に技術系アウトソーシングの新会社「株式会社ベンチャーセーフネット（2004年から株式会社VSN）」を立ち上げ、会長に就任する。
同社では1999年の入社式で闘牛を実施したり、2004年の入社式に格闘家ボブ・サップを招待し、自ら「マスクド・F」としてサップと対戦したりするなど、時代の流行を取り入れた社内イベントを積極的に展開することで注目された。またテレビ出演も頻繁に行い「ミスター大盤振る舞い」とも呼ばれた。しかし、1999年8月に新入社員1300人に対して一時帰休させ、2001年8月には待機社員を整理解雇させたことが明らかになっている。
2001年には無所属で第19回参議院議員通常選挙愛知県選挙区から立候補するが落選。さらに同選挙において元ベンチャーセーフネット社員と関口の秘書であった選対幹部が、運動員買収、未成年者使用などで公職選挙法違反による逮捕・有罪判決を受けたため連座制適用の対象となり、同選挙区からの立候補が5年間禁止された。2007年には、第21回参議院議員通常選挙において比例代表に国民新党から「関口フサオ」名義で立候補したが、結果は同党の立候補者の中で当選1人に対して第9位の得票数（27,054票）にとどまり、またも落選している。この選挙後に「落選したのは競馬ファンが投票に行かなかったからだ」とコメントしている。
2007年6月13日を以てVSNの取締役会長を退任し相談役となったが、1年経たない2008年3月8日に相談役も退任、同時にVSN株も手放した。2013年8月に馬主となっていた最後の競走馬が登録抹消となる。
以降の本人の消息は明らかになっていない。

## 人物
経営者としてのモットーは、「とにかく細い道を進め!」。これは、ビジネスチャンスというものはまだ誰にも見えていない、そして誰も進んでいない細い道にこそあるという意味のことを語っている。
長男の関口啓貴は株式会社Mooter取締役、公益社団法人危機管理協会理事である。次男の関口千房は株式会社ゲイン代表取締役である。
選挙活動のパフォーマンスとして一般人に自己の高級車への落書きを許した逸話、六本木ヒルズの自宅の壁中に金箔を張り付けて7000万円の名画を飾った逸話、 フェラーリを連ねて愛馬の応援に競馬場入りした逸話、高額馬の名前をテレビ番組とタイアップさせた逸話、 参議院選挙にも立候補した逸話、 「関口氏所有スーパーカー展示」や「高級和牛大盤振る舞いパーティー」等を主催した逸話などの常識外れな、または世間の注目を集めたエピソードを多く持つ派手好きな馬主として知られていた。
フサイチペガサスの黄金像を所持していたことがある。

## 馬主活動

関口の勝負服

メイテック時代、同社の女性従業員から「実家の牧場にいる競走馬を買って欲しい」と懇願されたことを契機に、馬主としてのキャリアがスタートした。勝負服の柄は赤、袖黄一本輪、黄鋸歯形で、冠名には「房朗が一番」を意味する「フサイチ」が用いられた。
フサイチコンコルドは1996年の日本ダービーにデビューわずか3戦のキャリアで優勝したことで大いに話題を集めた。2000年にはフサイチペガサス(Fusaichi Pegasus)がケンタッキーダービーに優勝し、アメリカ競馬でもダービーオーナーとなった。ケンタッキーダービー制覇は日本人馬主としては初の快挙であった。
良い馬を買うため金に糸目をつけず「高い馬ほどよく走る」との持論を展開した。2003年にはサンデーサイレンス最後の産駒（母・セトフローリアンII）を3億3000万円で落札。同馬は関口がテレビ番組『ジャンクSPORTS』に出演した際に、司会の浜田雅功が関口と同じ兵庫県尼崎市出身という縁で命名することを許可、フサイチジャンクと馬名申請され、また同馬の預託厩舎を、国内外問わず一般公募したことでも話題となった。結果同馬はJRA栗東トレーニングセンターの池江泰寿調教師によって管理されることになり当初こそデビュー4連勝で皐月賞への優先出走権を得るなどしたがその後は低迷、船橋競馬へ移籍するなどして6歳まで現役を続けたものの結局生涯勝利数はデビューからの4勝のみに終わり、番組でも4歳以降はほとんど取り上げられることがなかった。
翌2004年7月に開かれた北海道・苫小牧での競走馬競り市「セレクトセール2004 サラブレッド当歳（0歳）馬の部」において、「エアグルーヴの2004」（父・ダンスインザダーク、母・エアグルーヴ。2006年8月31日に「ザサンデーフサイチ」と命名）を4億9000万円で落札し購買。競走馬競り市の当時国内最高額を記録した。同年にアメリカ・ケンタッキー州で行なわれた競り市では、ストームキャットを父に持つ1歳馬をそれぞれ800万ドル（約9億円）、340万ドル（約3億7400万円）で購入した。「ミスターセキグチ」と命名された前者はアメリカのボブ・バファート厩舎、「フサイチギガダイヤ」と命名された後者はJRA栗東の森秀行厩舎に預託されたが、いずれも芳しい成果を挙げることはできなかった。
所有馬が優勝した際、ファンサービスを兼ねて握手を求める多くの競馬ファンに対して気さくに握手をするなど、競馬ファンへの意識は高いものがあった。株式会社FDO（フサイチ・ドリーム・オペレーション）を設立し、競走馬関連情報サイト「フサイチネット」を運営。2005年11月3日に名古屋競馬場で開かれた第5回ジャパンブリーディングファームズカップ（JBC）は、FDOが冠協賛スポンサーとなり「フサイチネットJBC」として開催されたが、関口は「ファンから地方競馬の窮状を救ってほしいという意見を頂いているので、レースの協賛スポンサーに就任させていただくことにした」と話している。また、同日の大井競馬場でも1日まるごとプロデュースを行った。
それ以降、地方競馬振興にも力を注ぐようになり、みずからの所有馬を岩手、佐賀に預託することを宣言。また中央競馬からの転厩馬を船橋や笠松に預けた。
2007年4月28日に開催されたばんえい競馬においては、全12レースに協賛し、帯広競馬場に関口本人が来場してトークショーを行った。
2007年9月にブルームバーグテレビジョンに出演した際「高額馬への投資はもうやめる」と発言したことを皮切りに、2008年6月には「フサイチネット」のWebサイト休止を発表、同年10月ごろに重賞勝ち馬フサイチアソートを含む所有馬の数頭を突如手放すなど、馬主としての活動を縮小。残り少なくなった所有馬から2010年3月には松田国英厩舎に預託していたザサンデーフサイチ・フサイチセブンの2頭が大津地方裁判所に差し押さえられ、この時点で「経済的に苦境に陥っており馬主活動の継続は厳しい」と見る関係者も多かった。2011年9月にJRAに登録されていた競走馬（フサイチナガラガワ）が登録抹消され、JRAの所有馬はいなくなり、地方競馬の所有馬も、船橋競馬場に所属していたフサイチクローバーが2013年8月5日に地方競馬登録を抹消されたことにより、関口は事実上馬主から撤退している。

## 主な所有馬

### GI級競走優勝馬
- フサイチコンコルド（1996年日本ダービー、菊花賞3着）
- フサイチリシャール（2005年東京スポーツ杯2歳ステークス、朝日杯フューチュリティステークス、2006年阪神カップ、2005年JRA賞最優秀2歳牡馬）
- フサイチパンドラ（2005年阪神ジュベナイルフィリーズ3着、2006年エリザベス女王杯[注 7]、優駿牝馬2着、2007年札幌記念、エリザベス女王杯2着）

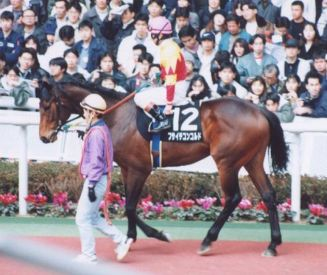
フサイチコンコルド

### 重賞競走優勝馬
- フサイチエアデール（1999年シンザン記念、報知杯4歳牝馬特別、2000年ダービー卿チャレンジトロフィー、マーメイドステークス）
- フサイチゼノン（2000年弥生賞）
- フサイチソニック（2000年神戸新聞杯）
- フサイチランハート（2002年アメリカジョッキークラブカップ）
- フサイチホウオー（2006年東京スポーツ杯2歳ステークス、ラジオNIKKEI杯2歳ステークス、2007年共同通信杯、皐月賞3着）
- フサイチアソート（2007年東京スポーツ杯2歳ステークス）
- フサイチセブン（2010年ダイオライト記念）

### その他の所有馬
- フサイチペガサス（海外調教馬、2000年ケンタッキーダービー）
- フサイチジャンク（2006年若駒ステークス、若葉ステークス、皐月賞3着）

## テレビ番組
- 日経スペシャル ガイアの夜明け 知られざる競走馬ビジネス～始まったディープインパクト争奪戦～（2006年10月10日、テレビ東京）[20]。- 競走馬オーナーの実態を取材。

## 書籍

### 著書
- 『開発の時代の技術興奮集団 昇龍・メイテックの挑戦』（1986年12月1日、エムジー）ISBN 9784871720496
- 『ジャパン・ドリームへの挑戦 君も夢を実現してみないか』（1991年3月5日、経済界）ISBN 9784766780772
- 『関口房朗の謎と夢 21世紀のビジネスフロンティア』（1999年4月10日、日本文芸社）ISBN 9784537026849
- 『ダービーオーナーは社長失格？ フサイチ王国勝利の方程式』（2001年4月10日、双葉社）ISBN 9784575292107
- 『金持学 年収3000万円以上をめざすアナタのための成功哲学』（2004年1月5日、宝島社）ISBN 9784796638258
  - 『金持学 年収3000万円以上をめざすアナタのための成功哲学』（2004年10月13日、宝島社 宝島社文庫）ISBN 9784796643191
- 『大富豪になる生き方！ やんちゃ人間の人生哲学、仕事、お金、遊び、馬、車…』（2004年3月10日、史輝出版）ISBN 9784883582068
- 『それでも悲しき日本競馬 世界の常識、ニッポンの非常識』（2004年3月12日、東邦出版）ISBN 9784809403545
- 『赤っ恥学 目立て！転べ！笑われろ！大富豪への黄金ルール』（2004年7月12日、宝島社）ISBN 9784796641890
- 『「好きな仕事」で成功する極意！ 自分の“本当の能力"を引き出す働き方』（2006年11月15日、青春出版社）ISBN 9784413036122
- 『豪快！リーダーシップ論』（2007年6月25日、ベストセラーズ ベスト新書）ISBN 9784584121467

### 監修
- 『バカになるほど成功する!!赤っ恥学』（編者:別冊宝島編集部）（2006年4月29日、宝島社 宝島社文庫）ISBN 9784796652452